# Leonidas Kirkos
Leonidas Kirkos (Kyrkos) (gr. Λεωνίδας Κύρκος; ur. 24 października 1924 w Heraklionie, zm. 28 sierpnia 2011 w Atenach) – grecki polityk i dziennikarz, wieloletni parlamentarzysta krajowy, od 1981 do 1985 eurodeputowany I i II kadencji, działacz opozycyjny i więzień polityczny.

## Życiorys
Syn Michalisa Kirkosa, również polityka. W 1932 przeniósł się wraz z rodziną do Aten. Od 1942 studiował medycynę na Uniwersytecie Narodowym im. Kapodistriasa w Atenach, jednak ze względu na częste aresztowania nie ukończył studiów. Działał w lewicowym ruchu oporu podczas II wojny światowej (m.in. EPON), uczestniczył m.in. w walkach z siłami rządowymi w Atenach na przełomie grudnia 1944 i stycznia 1945. W drugiej połowie lat 40. kilkukrotnie skazywany na karę więzienia, w 1949 otrzymał wyrok śmierci razem m.in. z Manolisem Glezosem. Wyroku tego jednak nie wykonano ze względu na reakcję międzynarodową, w 1953 wypuszczono go na wolność. Później pracował jako dziennikarz gazety „I awgi”, doszedł do stanowiska jej redaktora naczelnego (1959–1962). Opublikował również kilka książek.
W 1961 po raz pierwszy wybrany do Parlamentu Grecji, zasiadał w nim do zamachu stanu w 1967. Początkowo należał do Zjednoczonej Lewicy Demokratycznej, po rozłamie do eurokomunistycznej Komunistycznej Partii Grecji (wewnętrznej), w której był m.in. sekretarzem generalnym. W latach 1967–1972 pozostawał uwięziony. W 1974 i 1977 po raz kolejny wybierano go do Parlamentu Grecji, natomiast w 1981 i 1984 uzyskiwał mandat w Parlamencie Europejskim, gdzie należał do Grupy Sojuszu Komunistycznego. W 1985 powrócił do krajowej legislatywy, w której pozostał do 1993. W styczniu 1987 wyszedł z KKE, tworząc własne ugrupowanie Grecka Lewica, które zostało dominującym podmiotem koalicji Sinaspismos. Pozostał członkiem tej ostatniej do 2010, kiedy to przeszedł do Demokratycznej Lewicy. Od 1993 nie pełnił funkcji partyjnych.
Zmarł po długiej chorobie, 31 sierpnia 2011 został pochowany na Pierwszym cmentarzu w Atenach. Był żonaty z lekarz Kallisthenis Sbaruni, miał dwoje dzieci. Jego syn Miltos Kirkos został przedsiębiorcą i eurodeputowanym.